# مرغ دوزنده کوهی
مرغ دوزنده کوهی (نام علمی: Orthotomus cuculatus) نام یک گونه از سرده مرغ دوزنده است.